# Apollo 13 (filme)
Apollo 13 (bra: Apollo 13 - Do Desastre ao Triunfo; prt: Apollo 13) é um filme estadunidense de 1995 dirigido por Ron Howard, estrelando Tom Hanks, Kevin Bacon, Bill Paxton, Gary Sinise e Ed Harris nos papéis principais. Com o roteiro escrito por William Broyles, Jr. e Al Reinert, o filme é uma adaptação do livro Lost Moon: The Perilous Voyage of Apollo 13, publicado em 1994 por Jim Lovell e Jeffrey Kluger, com a história retratando o caso real da missão Apollo 13. O filme segue os astronautas Lovell, Jack Swigert e Fred Haise a bordo da Apollo 13 para a quinta missão tripulada da América à Lua, que deveria ser a terceira a pousar no satélite; no caminho, uma explosão a bordo priva a nave espacial de grande parte de seu fornecimento de oxigênio e energia eléctrica, o que força os controladores de voo da NASA a abortar a missão de alunissagem e a improvisar soluções científicas e mecânicas para trazer de volta os três astronautas à Terra em segurança.
Ron Howard não mediu esforços para criar um filme tecnicamente preciso, empregando a assistência da NASA no treinamento de astronautas e controladores de voo para seu elenco e obtendo permissão para filmar cenas a bordo de uma aeronave de gravidade reduzida para uma representação realista da ausência de peso experimentada pelos astronautas no espaço.
Lançado nos cinemas dos Estados Unidos em 30 de junho de 1995, Apollo 13 recebeu elogios da crítica e foi indicado a nove Óscars, incluindo Melhor filme (vencendo nas categorias de Melhor edição e Melhor som). O filme também ganhou o prêmio Screen Actors Guild de Melhor elenco em cinema, bem como dois BAFTAs. Comercialmente, o filme arrecadou mais de US$ 220 milhões em todo o mundo durante seu lançamento nos cinemas. Desde então, passou a ser considerado um dos melhores filmes de todos os tempos por diversos estudos cinematográficos.
Em 2023 o filme foi selecionado para preservação no National Film Registry pela Biblioteca do Congresso dos Estados Unidos como sendo "culturalmente, historicamente ou esteticamente significativo".

## Enredo
Em 20 de julho de 1969, o cosmonauta Jim Lovell oferece uma festa onde os convidados assistem aos primeiros passos de Neil Armstrong na Lua a partir da Apollo 11. Lovell, que orbitou a Lua na Apollo 8, diz à sua esposa Marilyn que retornará à Lua para caminhar em sua superfície.
Três meses depois, enquanto Lovell conduzia um tour VIP pelo Edifício de Montagem de Veículos da NASA, seu chefe Deke Slayton o informa que sua tripulação voará na Apollo 13 em vez da 14, trocando missões com a tripulação de Alan Shepard. Lovell, Ken Mattingly e Fred Haise passam a treinar para sua missão. Dias antes do lançamento, em abril de 1970, Mattingly é diagnosticado com sarampo e o médico da NASA recomenda que ele seja substituído por Jack Swigert; Lovell resiste em separar sua equipe, mas cede quando Slayton ameaça transferir sua tripulação para uma missão posterior. À medida que a data de lançamento se aproxima, Marilyn tem um pesadelo com a morte de seu marido no espaço e diz a Lovell que não irá ao Centro Espacial John F. Kennedy para se despedir dele. Contudo, posteriormente ela muda de ideia e o surpreende comparecendo no dia do lançamento para assistir o foguete decolar.
No dia do lançamento, o diretor de voo Gene Kranz, no Centro de Controle da Missão em Houston, dá autorização para a decolagem. À medida que o foguete Saturno V sobe pela atmosfera, um motor do segundo estágio desliga prematuramente, mas a nave atinge sua órbita de espera na Terra. Após o terceiro estágio disparar novamente para enviar a Apollo 13 à Lua, Swigert realiza a manobra para virar o Módulo de Comando Odyssey para acoplar com o Módulo Lunar Aquarius e retirá-lo do foguete gasto.
Após três dias de missão, por ordem do Centro de Controle da Missão, Swigert liga os ventiladores de agitação de oxigênio líquido. Um curto-circuito faz com que um dos tanques da nave exploda, esvaziando seu conteúdo no espaço e fazendo a mesma tombar; um segundo tanque logo aparece vazando no painel de controle para os astronautas. O gerente de consumíveis, Sy Liebergot, convence Kranz de que desligar duas das três células de combustível do Odyssey oferece a melhor chance de estancar o vazamento, mas isso não funciona. Com apenas uma célula de combustível, os controladores determinam que a missão de pousar a nave na Lua seja abortada. Lovell e Haise ligam o Aquarius para usá-lo como um "barco salva-vidas", enquanto Swigert desliga o Odyssey para economizar bateria para o retorno à Terra. Kranz encarrega sua equipe de trazer os astronautas para casa, declarando que o “fracasso não é uma opção”. O gerente de consumíveis John Aaron recruta Mattingly para ajudá-lo a improvisar um procedimento para reiniciar o Odyssey para o pouso na Terra.
Enquanto a tripulação observa a Lua passar abaixo deles, Lovell lamenta seu sonho perdido de caminhar em sua superfície e depois volta a atenção de sua tripulação para a tarefa de voltar para casa. Com o Aquarius funcionando com energia elétrica mínima e abastecimento de água racionado, a tripulação sofre condições de quase congelamento e Haise desenvolve uma infecção no trato urinário. Swigert suspeita que o Centro de Controle da Missão esteja escondendo o fato de que estão condenados; Haise culpa com raiva a inexperiência de Swigert pelo acidente, mas Lovell reprime a discussão. À medida que os filtros de dióxido de carbono do Aquarius se esgotam, a concentração do gás aproxima-se de um nível perigoso. O controle de solo improvisa um dispositivo "Rube Goldberg" para fazer com que os cartuchos de filtro incompatíveis do Módulo de Comando se encaixem no Módulo Lunar. Com os sistemas de navegação do Aquarius desligados, a tripulação faz manualmente uma correção vital do curso da nave, dirigindo o Módulo Lunar e controlando seu motor.
Mattingly e Aaron lutam para encontrar uma maneira de ligar os sistemas do Módulo de Comando sem consumir muita energia e, finalmente, leem o procedimento para Swigert, que reinicia o Odyssey extraindo a energia extra do Aquarius. Quando a tripulação descarta o Módulo de Serviço, fica surpresa com a extensão dos danos, levantando a possibilidade de que o escudo térmico ablativo tenha sido comprometido. À medida que libertam Aquarius e reentram na atmosfera da Terra, ninguém tem a certeza de que o escudo térmico do Odyssey está intacto.
O tenso período de silêncio do rádio devido ao apagão de ionização é mais longo do que o normal, mas os astronautas relatam que tudo está bem, enquanto o mundo observa o Odyssey cair no mar do Pacífico para comemorar seu retorno. Enquanto os helicópteros trazem a tripulação a bordo do navio USS Iwo Jima para receberem as boas-vindas como heróis, a voz de Lovell descreve a causa da explosão e as carreiras subsequentes de Haise, Swigert, Mattingly e Kranz; ele se pergunta se a humanidade conseguirá retornar à Lua e quando.

## Elenco
Tripulação da Apollo 13

Da esquerda para direita: Bill Paxton, Kevin Bacon e Tom Hanks como Fred Haise, Jack Swigert e Jim Lovell, respectivamente.

- Tom Hanks como Comandante Jim Lovell.
- Kevin Bacon como piloto reserva/principal do Módulo de Comando Jack Swigert[8]
- Bill Paxton como piloto do módulo lunar Fred Haise
- Gary Sinise como piloto do módulo de comando principal substituído Ken Mattingly

Outros astronautas:
- Mark Wheeler como comandante da Apollo 11, Neil Armstrong
- Larry Williams como piloto do módulo lunar da Apollo 11, Buzz Aldrin
- David Andrews como comandante da Apollo 12, Pete Conrad
- Ben Marley como comandante reserva da Apollo 13, John Young
- Brett Cullen como o comunicador de cápsula (CAPCOM) 1 "Andy" (um personagem composto, baseado em Jack Lousma e William Pogue)
- Ned Vaughn como o comunicador de cápsula (CAPCOM) 2 não nomeado

Pessoas do Centro de Controle da Missão:
- Ed Harris como Diretor de Voo da Equipe Branca, Gene Kranz.
Harris descreveu o filme como "um exame final". Harris descreveu Gene Kranz como "brega e como um dinossauro", mas respeitado pela tripulação.
- Chris Ellis como Diretor de Operações do Voo Deke Slayton
- Joe Spano como o diretor da NASA, um personagem composto vagamente baseado no diretor do Centro Espacial Lyndon B. Johnson, Christopher C. Kraft
- Marc McClure como Diretor de Voo da Equipe Negra, Glynn Lunney
- Clint Howard como Gerente da Equipe Branca de Elétrica, Meio Ambiente e Consumíveis (EECOM) Sy Liebergot
- Ray McKinnon como Oficial de Dinâmica de Voo da Equipe Branca (FIDO) Jerry Bostick
- Todd Louiso como Oficial de Atividades de Voo da Equipe Branca (FAO)
- Gabriel Jarret como Engenheiro de Sistemas de Orientação, Navegação e Controle da Equipe Branca (GNC)
- Andy Milder como Oficial de Orientação da Equipe Branca (GUIDO)
- Jim Meskimen como Oficial da Unidade de Mobilidade da Equipe Branca de Telemetri e Elétrica (TELMU)
- Loren Dean como John Aaron
- Christian Clemenson como o médico da NASA Dr. Charles Berry
- Carl Gabriel Yorke como funcionário do Simulador nº1
- Xander Berkeley como Henry Hurt, um membro fictício da equipe do Escritório de Relações Públicas da NASA[9]

Civis:
- Kathleen Quinlan como Marilyn Gerlach Lovell, esposa de Jim
- Jean Speegle Howard como Blanche Lovell, mãe de Jim

Na vida real, Jean Speegle Howard é mãe do diretor Ron Howard
- Mary Kate Schellhardt como Barbara Lovell, filha mais velha de Jim
- Max Elliott Slade como James "Jay" Lovell, filho mais velho de Jim
- Emily Ann Lloyd como Susan Lovell, filha mais nova de Jim
- Miko Hughes como Jeffrey Lovell, filho mais novo de Jim
- Rance Howard como ministro da família Lovell

Na vida real, Rance Howard é pai do diretor Ron Howard
- Tracy Reiner como Mary Haise, esposa de Fred
- Michele Little como Jane Conrad

Participações especiais:
- Jim Lovell aparece como capitão do navio USS Iwo Jima que resgatou os astronautas no mar.

Howard pretendia torná-lo almirante no filme, mas o próprio Lovell, tendo se aposentado como capitão, optou por aparecer em seu posto atual (e vestindo seu próprio uniforme da Marinha).
- Marilyn Lovell aparece entre os espectadores durante a sequência de lançamento.[10]
- Jeffrey Kluger aparece como repórter de televisão.[11]
- O diretor de filmes de terror Roger Corman, um mentor de Howard, aparece como um político que é recepcionado por Jim durante o tour VIP no Edifício de Montagem de Veículos.[12][11]
- O âncora da CBS News, Walter Cronkite, aparece em imagens de arquivo de notícias dos anos 60 durante as reportagens sobre as missões Apollo e pode ser ouvido em anúncios recém-gravados, alguns dos quais ele mesmo editou para soarem mais autênticos.[10]
- Cheryl Howard (esposa de Ron Howard) e Bryce Dallas Howard (filha mais velha de Ron Howard) aparecem como figurantes não creditadas na cena em que os astronautas se despedem de suas famílias.[11]

## Produção

### Desenvolvimento e pré-produção
Os direitos cinematográficos do livro Lost Moon, de Jim Lovell (um dos astronautas da Apollo 13), estavam sendo oferecidos para potenciais compradores antes mesmo de ser escrito. Lovell afirmou que sua primeira impressão foi de que Kevin Costner seria uma boa escolha para interpretá-lo.
O roteiro original de William Broyles Jr. e Al Reinert foi escrito pensando em Costner por causa de suas semelhanças faciais com Lovell. Quando Ron Howard adquiriu o cargo de diretor, Tom Hanks manifestou interesse em fazer um filme baseado na Apollo 13. Quando o representante de Hanks o informou que um roteiro sobre o tema estava sendo escrito, ele o enviou para Hanks, fazendo com que o nome de Costner não fosse mais cogitado para o papel. Hanks foi finalmente escalado como Lovell por conta de seu conhecimento da Apollo e da história espacial.
Por causa de seu interesse pela aviação, John Travolta pediu a Howard o papel de Lovell, mas foi educadamente recusado. Foi oferecido a John Cusack o papel de Fred Haise, mas o ator recusou. Brad Pitt recebeu um convite para o papel de Jack Swigert, mas ele também recusou em favor de Seven. Howard convidou Gary Sinise para ler sobre a descrição de qualquer um dos personagens e Sinise escolheu interpretar Ken Mattingly. Alegadamente, Pete Conrad manifestou interesse em aparecer no filme.
Depois que Hanks foi escalado e a construção dos cenários da espaçonave começou, John Sayles reescreveu o roteiro. Ao planejar o filme, Howard decidiu que cada tomada seria original e que nenhuma filmagem da missão real seria usada. Os interiores da espaçonave foram construídos pela Kansas Cosmosphere and Space Center's Space Works, que também restaurou o Módulo de Comando da Apollo 13. Dois módulos lunares individuais e dois módulos de comando foram construídos para filmagem. Compostos por alguns materiais originais da Apollo, foram construídos de forma que diferentes seções fossem removíveis, o que permitia a filmagem em seu interior. A Space Works também construiu módulos de comando e lunares modificados para filmagens dentro de uma aeronave Boeing KC-135 de gravidade reduzida e os trajes pressurizados usados pelos atores, que são reproduções exatas daqueles usados pelos astronautas da Apollo. Quando vestidos com seus capacetes travados no lugar, os atores eram resfriados e respiravam ar bombeado para dentro dos trajes, como nos trajes reais da Apollo.
O Centro de Controle de Missão Christopher C. Kraft Jr. consistia em duas salas de controle no segundo e terceiro andares do Edifício 30 do Centro Espacial Lyndon B. Johnson em Houston, Texas. A NASA ofereceu o uso da sala de controle para filmagens, mas Howard recusou, optando por fazer sua própria réplica. O designer de produção Michael Corenblith e a decoradora de cenário Merideth Boswell foram responsáveis pela construção do cenário do Centro de Controle no Universal Studios; o local foi equipado com capacidade de projeção de tela traseira gigante e um conjunto complexo de computadores com feeds de vídeo individuais para todas as estações controladoras de voo. Os atores que interpretavam os controladores de voo poderiam se comunicar entre si em um loop de áudio privado. A sala de controle da missão construída para o filme ficava no térreo. Um funcionário da NASA, consultor do filme, disse que o cenário era tão realista que ele saía no final do dia e procurava o elevador antes de se lembrar que não estava no Controle da Missão. O navio que resgatou os astronautas USS Iwo Jima havia sido desmantelado na época em que o filme foi feito, então seu navio-irmão, o New Orleans, foi usado em seu lugar.
Para se preparar para seus papéis no filme, Hanks, Paxton e Bacon compareceram ao US Space Camp em Huntsville, Alabama. Enquanto estavam lá, os astronautas Jim Lovell e David Scott, comandante da Apollo 15, fizeram exercícios reais de treinamento com os atores dentro de um Módulo de Comando e Módulo Lunar simulados. Os atores também aprenderam sobre cada um dos quinhentos botões, alternadores e interruptores usados para operar a espaçonave. Os atores então viajaram para o Centro Espacial Lyndon B. Johnson em Houston, onde voaram no KC-135 para simular a ausência de gravidade no espaço sideral.
Cada membro do elenco realizou extensas pesquisas para que o projeto fornecesse uma história autêntica. Scott, que também serviu como consultor técnico do filme, ficou impressionado com os esforços dos atores, afirmando que cada um deles estava determinado a tornar cada cena tecnicamente correta, palavra por palavra.
Em Los Angeles, Ed Harris e todos os atores que interpretam os controladores de voo matricularam-se em uma escola de controladores de voo liderada por Gerry Griffin, diretor de voo da Apollo 13, e pelo controlador de voo Jerry Bostick. Os atores estudaram fitas de áudio da missão, revisaram centenas de páginas de transcrições da NASA e participaram de um curso intensivo de física.

### Filmagens
Para os atores, ser capaz de filmar em gravidade zero, em vez de usar equipamentos incrivelmente dolorosos e desconfortáveis para cenas de efeitos especiais, fez toda a diferença entre o que teria sido uma experiência horrível de fazer um filme, em oposição à experiência completamente gloriosa que realmente foi.

—Tom Hanks

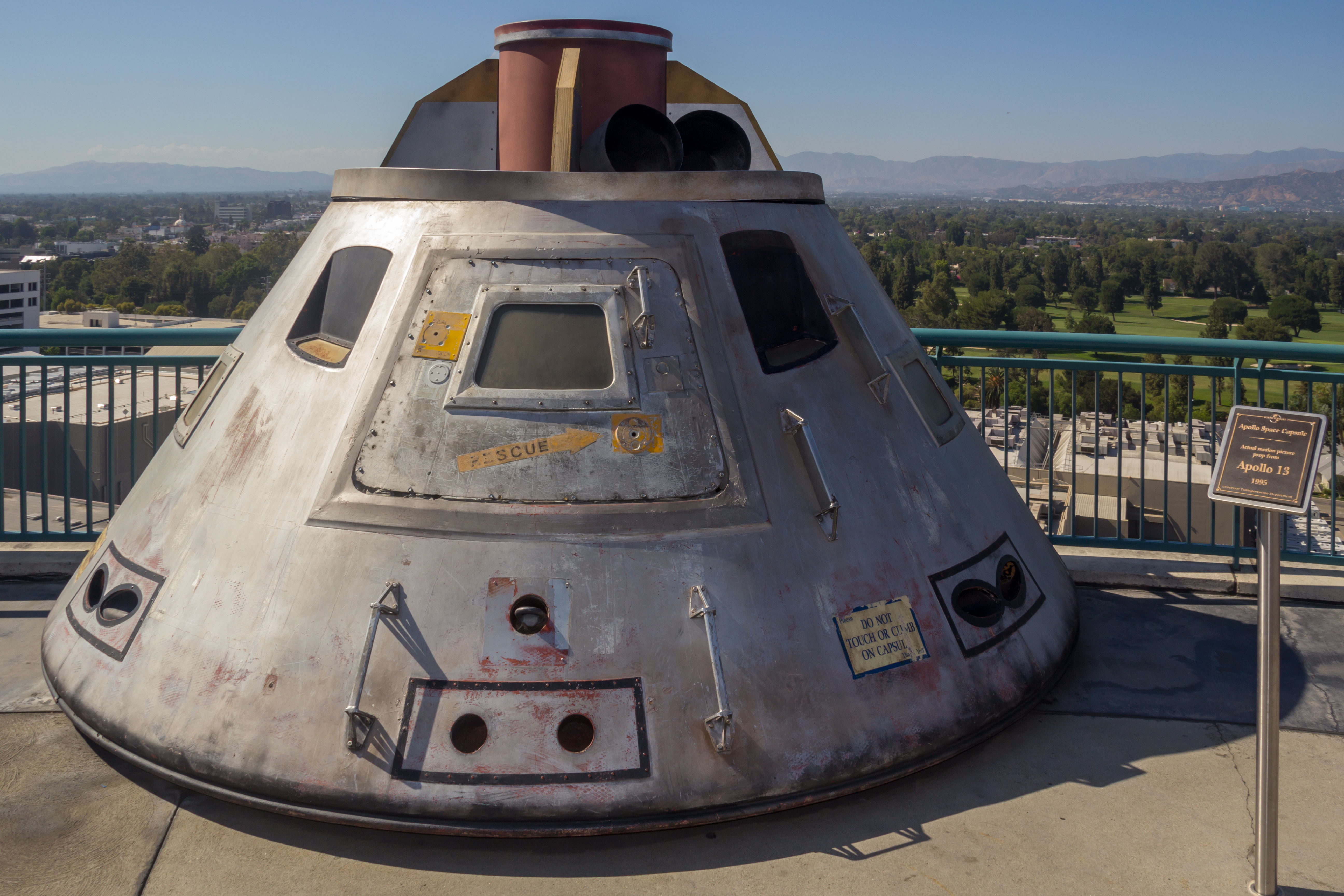
Suporte do Módulo de Comando da Apollo 13 utilizada no filme.

Apollo 13 começou a ser rodado em agosto de 1994. Howard antecipou a dificuldade em retratar a ausência de peso de uma maneira realista. Ele discutiu isso com Steven Spielberg, que sugeriu filmar a bordo do avião KC-135, que pode voar de forma a criar cerca de 23 segundos de ausência de peso, um método que a NASA sempre usou para treinar seus astronautas para voos espaciais. Howard obteve permissão e assistência da NASA para obter três horas e 54 minutos de filmagem em 612 manobras de gravidade zero. Filmar neste ambiente economizou tempo e custos porque a recriação dos cenários e a computação gráfica teriam sido caras. As últimas três semanas de filmagem aconteceram num lote do Universal Studios em Universal City, Califórnia, onde duas réplicas em tamanho real do módulo de comando e do módulo lunar foram construídas para filmagem simultânea em diferentes estúdios sonoros. Unidades de resfriamento de ar baixaram as temperaturas dentro de cada palco sonoro para cerca de 38 graus, para simular as condições necessárias para a condensação e a visibilidade da respiração dos atores dentro da espaçonave. As filmagens terminaram em 25 de fevereiro de 1995. A cena final a ser filmada foi a sequência da amerissagem no final do filme, que foi filmada em um grande lago artificial no lote da Universal.

#### Incidentes de segurança
Embora as filmagens em uma explosão de ausência de peso de 25 segundos tenham sido "carregadas e frenéticas", o elenco e a equipe sofreram apenas choques e hematomas, e a maioria dos ferimentos ocorreu quando eles esbarraram em itens não acolchoados. O elenco e a equipe de Apollo 13 descrevem a experiência de ausência de peso como sendo um "cometa de vômito" e uma "montanha-russa", mas o enjoo afetou apenas alguns membros.
Durante as filmagens das cenas de baixa temperatura nos palcos da Universal, placas explicando os sintomas de congelamento foram afixadas nas paredes dos palcos; a baixa temperatura no local obrigou a equipe a trabalhar vestindo parcas.

### Pós-produção
O supervisor de efeitos visuais foi Robert Legato. Para evitar mudanças visíveis estranhas para armazenar imagens de notícias em um filme de ação ao vivo, ele decidiu produzir a sequência de lançamento do Saturno V usando modelos em miniatura e técnicas de costura de imagem digital para criar um fundo panorâmico. A pedido de Howard para "filmar como Martin Scorsese faria", Legato estudou as cenas de jogos de sinuca do filme The Color of Money de Scorsese e copiou sua técnica de criar um senso de ritmo repetindo dois ou três quadros entre cada corte (apenas o suficiente para ser indetectável) para a sequência de ignição do motor; Legato diz que essa cena inspirou a trilha sonora de James Horner para o lançamento. A tomada de longo alcance do veículo em voo foi filmada usando um kit de miniaturas da Revell com modelos em escala 1:144, com a câmera balançando realisticamente, sendo digitalizada e refilmada em um monitor de alta resolução através de um filtro preto, ligeiramente superexposto para evitar que "parecesse um videogame".
A exaustão dos propulsores de controle de atitude foi gerada com CGI. Isto também foi tentado para mostrar o despejo de urina dos astronautas no espaço, mas não havia resolução alta o suficiente para parecer correta, então, em vez disso, foram fotografadas gotículas espirradas de uma garrafa de água da marca francesa Evian.
Os produtores também queriam usar CGI para renderizar a cena da amerissagem, mas Legato insistiu veementemente que isso não pareceria realista. Pára-quedas reais foram usados com uma cápsula de hélice lançada de um helicóptero.
Durante as filmagens sem gravidade, todos os diálogos acabaram sendo inutilizados por conta do barulho do simulador. Isso exigiu que Hanks, Bacon e Paxton participassem de sessões de dublagem para preencher todas as falas destas cenas.

## Trilha sonora
A partitura musical de Apollo 13 foi composta e regida por James Horner. A trilha sonora foi lançada em 1995 pela MCA Records e conta com sete faixas de músicas orquestrais, oito canções de época utilizadas no filme e sete faixas de diálogos dos atores em um tempo total de quase setenta e oito minutos. A música também traz solos da vocalista Annie Lennox com Tim Morrison no trompete. A trilha sonora foi um sucesso de crítica, rendendo a Horner uma indicação ao Óscar de Melhor trilha sonora.

## Lançamento

### Teatral
Apollo 13 foi lançado nos cinemas estadunidenses 30 de junho de 1995.
Em setembro de 2002, o filme foi relançado em IMAX. Foi o primeiro filme a ser remasterizado digitalmente usando a tecnologia IMAX DMR.

### Mídia doméstica
O filme foi lançado em VHS em 21 de novembro de 1995 e em LaserDisc na semana seguinte. Em 9 de setembro de 1997, o filme foi relançado em VHS num formato widescreen certificado pela THX.
O filme foi lançado pela primeira vez em DVD em 2005, como parte das comemorações do décimo aniversário do longa. O formato incluiu a versão teatral original e a versão IMAX de 2002, junto com vários extras. A versão IMAX possui proporção de aspecto de 1,66:1.
Em 2006, Apollo 13 foi lançado em HD DVD e em 13 de abril de 2010, foi lançado pela primeira vez em Blu-ray como parte das comemorações do 15º aniversário do filme e do quadragésimo aniversário da missão da Apollo 13. O filme foi lançado em Blu-Ray 4K Ultra HD em 17 de outubro de 2017.

## Recepção

### Desempenho comercial
Apollo 13 arrecadou US$ 25.353.380 em 2.347 cinemas durante seu fim de semana de estreia, o que representou 14,7% do total bruto do filme nos Estados Unidos. Após sua estreia, ficou em primeiro lugar nas bilheterias, batendo Pocahontas. Além disso, ultrapassou Forrest Gump ao ter o maior fim de semana de estreia de um filme estrelado por Tom Hanks. Em cinco dias, Apollo 13 gerou US$ 38,5 milhões, tornando-se a segunda maior abertura de cinco dias de todos os tempos, atrás de Terminator 2: Judgment Day. O filme arrecadou US$ 154 milhões com a venda de ingressos, superando o recorde anterior das estreias combinadas de Aladdin, O Guarda-Costas e Home Alone 2: Lost in New York no Dia de Ação de Graças de 1992. O filme seguiu no primeiro lugar das bilheterias domésticas por quatro semanas até ser superado por Waterworld. O filme encerrou seu circuito nos cinemas arrecadando US$ 223.837.411, um sucesso comercial comparado ao seu orçamento de US$ 52 milhões.

### Opinião da crítica
O agregador de críticas Rotten Tomatoes relata que o filme tem um índice de aprovação geral de 96%, com base em 96 críticas, obtendo uma classificação média ponderada de 8,20/10; o consenso crítico do site diz: "Ao recriar a conturbada missão espacial, Apollo 13 não faz rodeios: é um drama contado com maestria pelo diretor Ron Howard, reforçado por um conjunto de performances sólidas". O Metacritic, que atribui uma classificação média com base em críticas dos principais especialistas em cinema, deu ao filme uma pontuação média de 77/100, com base em 22 críticos, indicando "críticas geralmente favoráveis". O público pesquisado pelo CinemaScore deu ao filme uma nota média "A" na escala de "A+" a "F".
Apollo 13 foi amplamente considerado pela crítica como um dos melhores filmes lançados em 1995 de Hollywood. O crítico de cinema Roger Ebert, do jornal Chicago Sun-Times, elogiou o filme em sua crítica, dizendo: "Esta é uma história poderosa, um dos melhores filmes do ano, contada com grande clareza e detalhes técnicos notáveis, e atuada sem histrionismo exagerado". Richard Corliss, da revista Time, elogiou muito o filme, dizendo: "Da decolagem à queda, Apollo 13 oferece uma viagem incrível". Peter Travers, da Rolling Stone, elogiou o filme escrevendo: "Howard dispensa a manipulação para contar a verdadeira história da missão quase fatal da Apollo 13 em 1970 com detalhes meticulosos e vivos. É facilmente o melhor filme de Howard".
Janet Maslin elegeu Apollo 13 como o filme do ano no jornal The New York Times, chamando o longa de um filme "absolutamente emocionante" que "se desenrola com perfeito imediatismo, atraindo os espectadores para o suspense de roer as unhas de uma história verídica fascinante". De acordo com Maslin, "como Quiz Show, Apollo 13 evoca lindamente a história recente de maneiras que ressoam fortemente hoje. Inteligentemente nostálgico em seu estilo visual (os figurinos de Rita Ryack são especialmente corretos), ele remete à produção de filmes sem falsos heroísmos e ao forte espírito de comunidade que envolveu os astronautas e suas famílias. Surpreendentemente, este filme consegue parecer revigorantemente honesto, ao mesmo tempo que se adapta ao formato dramático de três atos de um sucesso padrão de Hollywood. É de longe a melhor coisa que o Sr. Howard já fez desde Far and Away".
Edward Guthmann, do jornal San Francisco Chronicle, foi um dos poucos críticos que teceu uma resenha mais mista ao filme, declarando: "Eu só queria que Apollo 13 funcionasse melhor como filme e que o limite de Howard para milho, mingau e sentimento cintilante não fosse tão grande".

### Prêmios e indicações
Oscar 1996 (EUA)
- Prêmios: melhor edição e melhor som.
- Indicações: melhor filme, melhor ator coadjuvante (Ed Harris), melhor atriz coadjuvante (Kathleen Quinlan), melhor roteiro adaptado, melhor trilha sonora, melhor direção de arte, melhores efeitos

Globo de Ouro 1996 (EUA)
- Indicações: melhor filme-drama, melhor diretor, melhor ator coadjuvante (Ed Harris) e melhor Atriz coadjuvante (Kathleen Quinlan).

BAFTA 1996 (Reino Unido)
- Prêmios: melhores efeitos especiais e melhor direção de arte.

Screen Actors Guild Awards 1996 (EUA)
- Prêmios: melhor ator coadjuvante (Ed Harris) e melhor elenco (Kevin Bacon, Tom Hanks, Ed Harris, Bill Paxton, Kathleen Quinlan, Gary Sinise)

### Homenagens e honrarias
O American Film Institute incluiu Apollo 13 nas seguintes listas:
- 2005: Melhores frases e citações do cinema:
  - "Houston, we have a problem" ("Houston, nós temos um problema"), dito por Jim Lovell – #50[45]
- 2006: Os 100 filmes mais inspiradores do cinema - #12

## Precisão técnica e histórica

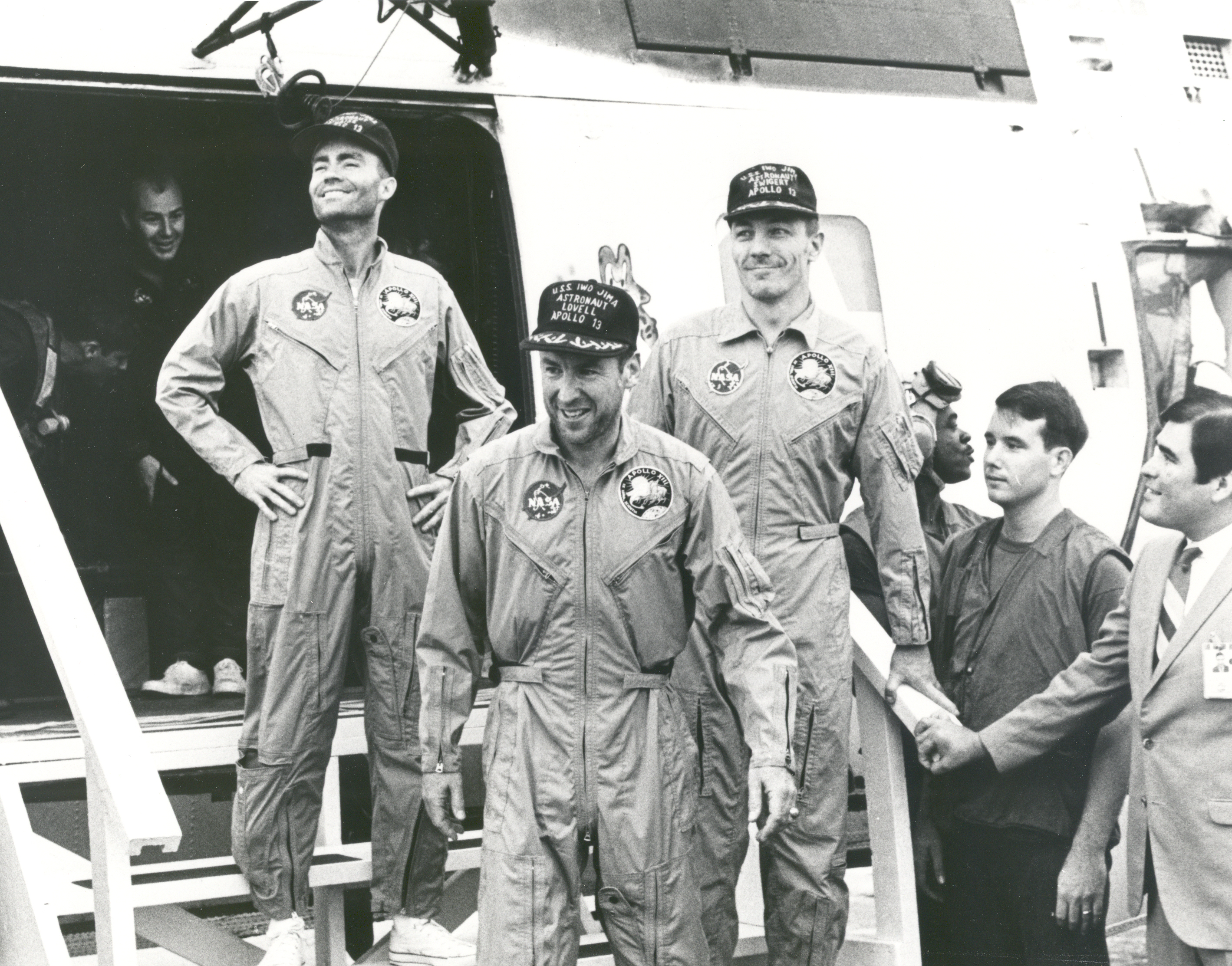
Com Jim Lovell à frente, a tripulação da Apollo 13 desembarca no navio de resgate USS Iwo Jima.

No filme, Lovell diz à esposa que recebeu o comando da Apollo 13 em vez da 14 porque a "infecção de ouvido do comandante original Alan Shepard está piorando novamente". Na realidade, Shepard não tinha “infecção no ouvido”: em 1963, Shepard sofreu de doença de Ménière, o que o afastou da NASA; ele passou por uma intervenção cirurgica quatro anos depois e ele voltou ao serviço espacial em maio de 1969. No entanto, a administração do Centro de Naves Espaciais Tripuladas sentiu que precisava de mais tempo de treinamento para uma missão lunar que iria incluí-lo, preterindo Shepard a favor de Lovell, que era mais experiente (uma vez que ele já havia orbitado a Lua pela missão da Apollo 8).
O filme retrata o veículo de lançamento Saturno V sendo lançado na plataforma de lançamento dois dias antes do lançamento. Na realidade, o veículo lançador foi o Mobile Launcher, que foi levado até o local da decolagem por um transportador de esteira rolante dois meses antes da data de lançamento.
O filme mostra a tripulação ouvindo um estrondo rapidamente após Swigert seguir as instruções do controle da missão para agitar os tanques de oxigênio e hidrogênio. Na realidade, a tripulação ouviu o estrondo 95 segundos depois.
O filme mostra Sy Liebergot sugerindo que o vazamento de oxigênio ocorreu em uma ou duas células de combustível do Odyssey e a ordem para desligá-las foi passada à tripulação, forçando o aborto da missão de pouso lunar. Na realidade, o Controle da Missão não ordenou o desligamento; Haise descobriu sozinho que as células já estavam mortas devido à fadiga por conta dos danos ao sistema de oxigênio.
O filme mostra Swigert e Haise discutindo sobre quem foi o culpado. Haise afirmou durante o programa The Real Story: Apollo 13, transmitido no Smithsonian Channel, que tal discussão jamais ocorreu e que não havia como alguém ter previsto que mexer no tanque causaria problemas. Da mesma forma, no programa 13 Minutes to the Moon da BBC, o piloto reserva do módulo lunar na missão Charles Duke diz que o filme retratou Swigert como despreparado para o voo, sendo que isso não era verdade e que Swigert estava muito familiarizado com o módulo, uma vez que ele também trabalhou durante os projetos do mesmo.
O diálogo entre o controle de solo e os astronautas foi extraído quase literalmente das transcrições e gravações da missão real da Apollo 13, com exceção da icônica frase “Houston, we have a problem”. De acordo com o áudio das comunicações dos astronautas com a Terra, as palavras reais proferidas primeiramente por Swigert foram "Okay, Houston, we've had a problem here" ("Ok, Houston, tivemos um problema aqui"); o Controle da Missão respondeu dizendo: "This is Houston. Say again, please" ("Aqui é Houston. Diga de novo, por favor"), a qual Jim Lovell então repetiu: “Houston, we've had a problem” ("Houston, tivemos um problema"). A versão da frase utilizada no filme final se tornou um dos maiores símbolos do filme, sendo a mesma incluída na lista das cem frases mais célebres do cinema estadunidense.
Outro diálogo incorreto ocorre após o blecaute da reentrada. No filme, Tom Hanks (como Lovell) diz: "Olá Houston... Aqui é Odyssey... É bom ver vocês de novo". Na reentrada real, essa transmissão do Módulo de Comando foi primeiramente recebida por um helicóptero de resgate Sikorsky SH-3 Sea King, que então retransmitiu as comunicações para o Controle da Missão. O astronauta da CAPCOM Joseph Kerwin (não Mattingly, que atua como CAPCOM nesta cena do filme) então fez uma chamada para a espaçonave: "Odyssey, Houston aguardando. Câmbio", com Swigert, e não Lovell, respondendo: "Ok, Joe". Ao contrário do mostrado no filme, isso ocorreu bem antes do lançamento dos para-quedas; as comemorações dos funcionários no Controle da Missão só foram desencadeadas após uma confirmação visual de que os astronautas estavam vivos durante o resgate.
A frase “Fracasso não é uma opção”, afirmada no filme por Gene Kranz, também se tornou muito popular, mas não foi retirada das transcrições históricas. A história a seguir relata a origem da frase, de um e-mail do Oficial de Dinâmica de Voo da Apollo 13, Jerry Bostick:
No que diz respeito à expressão “O fracasso não é uma opção”, você está certo ao dizer que Kranz nunca usou esse termo. Em preparação para o filme, os roteiristas, Al Reinart e Bill Broyles, vieram até Clear Lake para me entrevistar sobre "Como são realmente as pessoas no Controle da Missão?" Uma de suas perguntas era: "Não houve momentos em que todos, ou pelo menos algumas pessoas, simplesmente entraram em pânico?" Minha resposta foi: "Não, quando coisas ruins aconteciam, apenas definimos calmamente todas as opções, e o fracasso não era uma delas. Nunca entramos em pânico e nunca desistimos de encontrar uma solução". Imediatamente senti que Bill Broyles queria ir embora e presumi que ele estava entediado com a entrevista. Só meses depois descobri que, quando eles entraram no carro para ir embora, ele começou a gritar: "É isso! Esse vai ser o slogan de todo o filme: 'O fracasso não é uma opção'! Agora só temos que descobrir quem deve dizer isto". Claro, eles deram isso ao personagem Kranz, e o resto é história.
No filme, o Diretor de Voo Gene Kranz e sua Equipe Branca são retratados gerenciando todas as partes essenciais do voo, desde a decolagem até o pouso. Consequentemente, o papel real dos outros diretores de voo e equipes, especialmente Glynn Lunney e sua Equipe Negra, foi negligenciado. Na realidade, foram o Diretor de Voo Lunney e sua Equipe Negra que fizeram a Apollo 13 passar por seu período mais crítico nas horas imediatamente após a explosão, incluindo a correção no meio do curso que enviou a Apollo 13 em uma trajetória de "retorno livre" ao redor da Lua e de volta à Terra. O astronauta Ken Mattingly, que foi substituído como piloto do módulo de comando da Apollo 13 no último minuto por Swigert, disse mais tarde:
Se houve um herói, Glynn Lunney era, por si só, um herói, porque quando ele entrou na sala, garanto, ninguém sabia o que diabos estava acontecendo. Glynn entrou, assumiu o controle dessa bagunça e apenas trouxe calma à situação. Nunca vi um exemplo tão extraordinário de liderança em toda a minha carreira. Absolutamente magnífico. Nenhum general ou almirante em tempo de guerra poderia ser mais magnífico do que Glynn foi naquela noite. Ele e só ele reuniu todas as pessoas assustadas. E é preciso lembrar que os controladores de vôo daquela época eram [...] crianças na casa dos trinta. Eles eram bons, mas poucos deles haviam passado por esse tipo de escolha na vida e não estavam acostumados com isso. De repente, a confiança deles foi abalada. Eles se depararam com coisas que não entendiam, e Glynn entrou lá e simplesmente assumiu o controle.
A faixa de comentários do DVD do filme, gravada por Jim e Marilyn Lovell, menciona várias imprecisões incluídas no filme, todas feitas por motivos de licença artística:

Estávamos trabalhando e observando os controles durante esse tempo. Como chegamos em águas rasas, demoramos mais para atravessar a atmosfera onde tínhamos ionização. E a outra coisa é que demoramos a responder.

—Jim Lovell, sobre o verdadeiro motivo do atraso na resposta após a reentrada de quatro minutos da Apollo 13 na atmosfera da Terra.
- No filme, Mattingly desempenha um papel fundamental na solução de um problema de consumo de energia que a Apollo 13 enfrentou ao se aproximar da reentrada. Lovell salienta no seu comentário que se tratava, na verdade, de uma combinação de vários astronautas e engenheiros – incluindo Charles Duke (cuja rubéola levou à suspensão de Mattingly) – todos os quais trabalharam para resolver esse problema.[10]
- Quando Swigert se prepara para acoplar ao Módulo Lunar, um técnico preocupado da NASA diz: “Se Swigert não conseguir acoplar esta coisa, não temos uma missão”. Lovell e Haise também parecem preocupados. Em seu comentário no DVD, o verdadeiro Jim Lovell diz que se Swigert não tivesse conseguido acoplar ao módulo, ele ou Haise poderiam ter feito isso. Ele também diz que Swigert era um piloto de módulo de comando bem treinado e ninguém estava realmente preocupado se ele estava à altura de sua função,[56] mas ele admitiu que isso era uma boa subtrama para o filme. O que realmente preocupava os astronautas, diz Lovell, era o esperado encontro entre o Módulo Lunar e o Módulo de Comando depois que Lovell e Haise deixassem a superfície da Lua.[10]
- Uma cena ambientada na noite anterior ao lançamento, mostrando os familiares dos astronautas se despedindo separados por uma estrada, para reduzir a possibilidade de qualquer transmissão de doenças de última hora, retratou uma tradição que só começou com os programas de ônibus espaciais.[10]
- O filme mostra Marilyn Lovell deixando cair acidentalmente sua aliança de casamento no ralo do chuveiro. De acordo com Jim Lovell, isso ocorreu,[56] mas o sifão prendeu o anel e sua esposa conseguiu recuperá-lo, fato que foi omitido no filme.[10] Lovell também confirmou que a cena em que sua esposa tem um pesadelo sobre ele ser "sugado por uma porta aberta de uma espaçonave para o espaço sideral" também ocorreu, embora ele acredite que o pesadelo foi provocado por ela ter visto uma cena em Marooned, um filme de 1969 que eles assistiram três meses antes do lançamento da Apollo 13.[56]